# Ortí Ortiz
Ortí Ortiz (en romance navarroaragonés, Forti Ortiç) fue un noble aragonés de los siglos XI-XII, considerado uno de los miembros más destacados de la aristocracia militar durante los reinados de Pedro I de Aragón y Alfonso I de Aragón.

## Orígenes familiares
Era hijo de Forto de Bara, originario de Bara en el curso alto del río Alcanadre. Su padre no parece haber sido originalmente un gran magnate pero se había beneficiado de la expansión del naciente reino de Aragón bajo Sancho Ramírez logrando ampliar sus propiedades. Significativamente recibió la tenencia de Nocito, si bien la existencia del Santuario de San Úrbez hizo que los intereses familiares tuvieran un limitado crecimiento en su zona de origen y se enfocaran en las oportunidades que una conquista de Huesca podía abrir.
Ortí Ortiz usó inicialmente el apelativo de "de Nocito" y hay indicios de formaba parte de las redes nobiliarias de Sobrarbe, quizás con enfrentamientos o rivalidades con otros grupos nobiliarios de distintos orígenes geográficos. Las donaciones de Ortí y de sus descendientes muestran que mantuvo durante su vida propiedades en Bara, origen de su linaje.
Tuvo al menos una hermana, Oria, casada con el vizconde de Lavedan, al otro lado de los Pirineos, que podría ser la misma Oria mencionada como viuda de Galindo Dat, procedente del mismo valle y que figura frecuentemente junto a Ortí en varias tenencias. Ubieto Arteta propuso a su vez que la mujer de Ortí Ortiz sería una de las hijas de Galindo Dat, en lo que sería otro posible vínculo familiar entre los dos principales linajes del Alto Gállego. Otras fuentes identifican a la esposa de Ortí como Andregot.

## Carrera durante los reinados de Sancho Ramírez y Pedro I
Ortí recibió la tenencia feudal de Nocito, posiblemente sucediendo a tu padre. Los historiadores especulan con que el nombramiento lo podría haber puesto pronto en contacto con el infante Pedro Sánchez, heredero del rey y líder de las campañas contra los musulmanes que el reino de Aragón estaba llevando a cabo hacia el sudeste. En ella los Ortiz, Dat y Fortuñones, originarios del mismo área y con probables vínculos familiares entre sí, serían probablemente la referencia en la expansión al sur de la sierra de Guara.
Durante las exitosas campañas de Pedro Sánchez, que extendieron el reino hacia el Somontano, Ortí fue signficativamente nombrado en 1089 tenente de la fortaleza clave de Montearagón, plaza estratégica en la presión aragonesa contra Huesca. Tras la conquista de Huesca en 1096 Ortí fue nombrado el primer tenente de la nueva capital. Las conquistas crearon una nueva aristocracia en el reino, enriquecida con la posesión de nuevas tierras de cultivo en zonas de mayor valor agrícola y cultivada por exaricos, musulmanes derrotados o siervos cristianos originarios del núcleo pirenaico del reino. Ortí fue uno de los encargados de la repartición de estas tierras y ha sido particularmente señalado como uno de los barones más identificados con la ciudad de Huesca. Aparte de la influencia como repartidor, obtuvo numerosas propiedades alrededor de la localidad y consta como propietario de viñedos, una de las principales inversiones agrícolas del periodo. Recibió igualmente la mitad de Santa Cilia de Panzano, que vendió en 1102 al priorato que la abadía de San Ponce de Tomeras estableció en la localidad.
Convertido en uno de los grandes magnates del reino durante el reinado de Pedro I, recibió posteriormente nuevas tenencias como Piracés, Labata o Santa Eulalia. Estas eran plazas en la nueva frontera sur del reino, donde recibió tierras para construir castillos, en muestra de su reputación de veterano en la guerra con los musulmanes. Significativamente la tenencia de Labata era compartida con Galindo Dat, con el que probablemente le unían fuertes vínculos familiares, probablemente dados los grandes requerimientos bélicos de la plaza. Ortí Ortiz participó también en la expedición aragonesa de auxilio al Cid Campeador en el Levante, durante la cual consta al mando de varias fortalezas en la actual provincia de Castellón como el castillo de Fadrell. Cuando Alfonso Sánchez sucedió en el trono a su hermano en 1104, Ortí seguía siendo uno de los principales barones del reino y consta abundantemente en los escatocolos de los documentos reales de principios del siglo XII.

## Ortí Ortiz durante el reinado de Alfonso I
Bajo el nuevo rey fue relevado en 1105 de la tenencia de Huesca pero sigue constando en Piracés y Santa Eulalia, que permanecieron en manos de su familia durante generaciones. Siguió también siendo uno de los nobles más ricos e influyentes en la capital. Constan por ejemplo importante donaciones al monasterio de San Pedro el Viejo hacia 1112, con las que se estableció un priorato. La presencia de un prior en el monasterio llamado Forti, probable pariente de Ortí, es uno de los indicios de la influencia del clan familiar de los Ortiz en el monasterio.
Tras las exitosas campañas contra los musulmanes de Alfonso I en 1118-1122, sus intereses se expandieron más allá de Huesca. En 1121 aparece mencionado como el dueño de Arrúbal y en 1124 fue nombrado el primer tenente de la ciudad de Borja. Ese año, tras sofocar una revuelta nobiliaria en su frontera occidental, Alfonso I le confió también la tenencia de Pancorbo, importante fortaleza que el rey quería dejar en manos leales para prevenir nuevas insurrecciones.
En 1128 un documento de su hijo le menciona ya en pasado como propietario de su solar en Bara, siendo posible que hubiera fallecido antes de ese año. Fue sucedido por sus hijos Pedro Ortiz y Ferriz Ortiz, quien ostentaría la tenencia de Huesca entre 1137 y 1160, quienes continuaron la familia como uno de los principales linajes de la oligarquía oscense. Las menciones a otros Ortí Ortiz en localidades como Fuentes y Pina de Ebro parecen corresponder igualmente a algún otro hijo homónimo.